# 藤井眞吾
藤井 眞吾（ふじい しんご、1954年6月27日 - ）は、日本のギタリスト・作曲家。北海道北斗市出身。

## 人物

### プロフィール
- 1954年6月27日、北海道上磯町（現：北斗市）生まれ。ギターを独学で10歳より始める。谷川小学校、上磯中学校、函館ラ・サール高等学校を卒業の後、京都大学農学部林産工学科に入学。大学在学中にギターを岡本一郎に師事し、大阪で開催された「第1回ギター音楽新人大賞」で一位優勝（1976年）。
- 1981年に同大学博士課程を中退してスペインへ留学。アリカンテのオスカルエスプラ王立音楽院でホセ・トマスにギターを師事。同時にアルコイでホセ・ルイス・ゴンサーレスに師事。イギリスのヨークで開催されたアーリーミュージックフェスティバルでリュートをヤコブ・リンドバーグに学ぶ。いったん帰国してデビューリサイタル開催、演奏活動を開始するが、再び渡西しホセ・ルイス・ゴンサーレスのもとで研鑽を積みつつ、デイビッド・ラッセル David Russell に学ぶ。1986年にサンティアゴ・デ・コンポステーラ国際音楽講習会にスペイン政府の奨学金を得て参加、ルイス・コーレマン国際音楽コンクールでコーレマン賞を受賞。同年イギリスの王立音楽アカデミーの演奏家ディプロマ「A.R.C.M」を得る。
- 1987年に帰国後はギター独奏者として、各地でのフェスティバル、マスタークラスなどで演奏、教授活動、近年は作曲家、指揮者としての活動も活発である。
- 九州ギター音楽コンクール審査委員長（2006年〜2010年）
- ギター・サマースクール・イン九州、音楽監督
- フォレストヒルミュージックアカデミー特別講師
- 庄内国際ギターフェスティバル講師
- 上海音楽学院客員教授
- 上海ギター室内楽団 Shanghai Guitar Chambers、音楽監督
- 元大阪音楽大学講師
- 元洗足学園音楽大学講師
- 同志社女子大学嘱託講師

### 演奏活動
「武満徹とギターの音楽」を企画／主催、荘村清志と共演（2005）。アメリカギター協会 GFA の招きでロサンジェルスで開催されたフェスティバルで「天使の協奏曲」を指揮（独奏：W.カネンガイザー）。「W.カネンガイザー ギターリサイタル（京都、広島、福岡）」で自作品を含む二重奏を共演、また「天使の協奏曲」を指揮（2008）。上海市で藤井眞吾作曲作品を中心としたコンサートに招かれ、福田進一と共演（2009）。上海音楽学院主催の「上海ギター週間」に招かれ、リサイタル、マスタークラスなどを行う (2009)。

## 主な作曲作品

### 協奏曲
- パッサカリア〜 独奏ギター、独奏ヴァイオリンとギター合奏のための小協奏曲 Passacaglia - Concertino for Violin and Guitar with Guitar Ensemble (2000)（フォレストヒル出版）
- 天使の協奏曲〜独奏ギターとギターオーケストラのための Concierto de Los Angeles for solo and Guitar Orchestra (2006)（未出版）
- 地平線の協奏曲〜独奏ギターとマンドリンオーケストラのための Horizontal Concerto for solo guitar and mandolin orchestra (2009)（未出版）
- SHIKI〜LAGQ とギター合奏の為に for LAGQ and Guitar Orchestra (2012)（未出版）

### ギター2重奏
- 紺碧の舞曲〜ギター2重奏 Danse d'Azur - pour deux Guitares (2002)（フォレストヒル出版)
- ラプソディー・ジャパン〜ギター2重奏 Rhapsody Japan ver.2 (2008)（フォレストヒル出版）
- はじまりの音楽〜ギター2重奏 The Dawn of Music vol.1（フォレストヒル出版）

### ギター3重奏
- リバー・ラン River Run (2004)（未出版）
- アルマ Alma (2008)（未出版）

### ギター4重奏
- エアー 〜ギター四重奏（または四部合奏）Air for 4 guitars or guitar ensemble (2007)（フォレストヒル出版）
- ロンド〜ひまわり 〜ギター四重奏（または四部合奏）Rondo ~Himawari for 4 guitars or guitar ensemble (2010)（現代ギター社）
- 四つのリトルネッロ 〜ギター四重奏（または四部合奏）Quattro Ritornelli for 4 guitars or guitar ensemble (2011)（現代ギター社）
- 友情 〜ギター四重奏AMISTAD for 4 guitars (2009)（現代ギター社）
- モッキングバード 〜ギター六重奏Mockingbirds for 6 guitars (2013)（現代ギター社）

### そのほかの楽器
- チェロ・ソナタ〜チェロとギターのための (2002)（未出版）
- 猫の組曲〜フルートオーケストラのための (1999)（未出版）
- 友人からの音楽〜フルートオーケストラのための (2002)（未出版）

## 主な編曲作品
- 《泥棒かささぎ〜序曲（G.ロッシーニ）》〜ギター5重奏 La Gazza Ladra, Overture by G.Rossini - for 5　guitars（現代ギター社）
- 《ギター二重奏のためのE.サティ作品集》〜ギター2重奏 Erik Satie for Two Guitars（現代ギター社）

## ディスコグラフィ

### CD
- 夜のスケッチ（フォレストヒルレコーズ）藤井眞吾（ギター）／清水信貴（フルート）／FHCD-9602
- 黒いデカメロン〜ブローウェル作品選集（フォレストヒルレコーズ）FHCD-20008
- 函館の音 2 〜函館のパイプオルガン〜（企画・製作＝FMいるか）
- 猫の組曲  〜猫・ねこ・ネコ〜（CD付き絵本／企画・製作＝湖笛の会）
- 藤井眞吾ギター作品集〜天使の協奏曲（フォレストヒルレコーズ）FHCD-20815

### DVD
- W.カネンガイザーとその仲間達 in Japan 2008（フォレストヒルレコーズ）FHCD-20801